# Молин (Илиноис)
Молин (енгл. Moline) град је у америчкој савезној држави Илиноис. По попису становништва из 2020. у њему је живело 42.985 становника.

## Демографија
Према попису становништва из 2010. у граду је живело 43.483 становника, што је 285 (0,7%) становника мање него 2000. године.
| Група             | 2000.          | 2010.          |
| Белци             | 36.030 (82,3%) | 32.674 (75,1%) |
| Афроамериканци    | 1.351 (3,1%)   | 2.251 (5,2%)   |
| Азијати           | 607 (1,4%)     | 1.034 (2,4%)   |
| Хиспаноамериканци | 5.212 (11,9%)  | 6.764 (15,6%)  |
| Укупно            | 43.768         | 43.483         |